# Macolor
Macolor – rodzaj ryb z rodziny lucjanowatych.

## Klasyfikacja
Gatunki zaliczane do tego rodzaju:
- Macolor macularis
- Macolor niger